# Transports en Martinique
Les transports dans le département et région d'outre-mer français de la Martinique sont principalement caractérisés par l'éloignement de la métropole et par la forte place de la voiture individuelle, face à laquelle les pouvoirs publics tentent de développer les transports collectifs sous l'égide de Martinique Transport.

## Transport routier

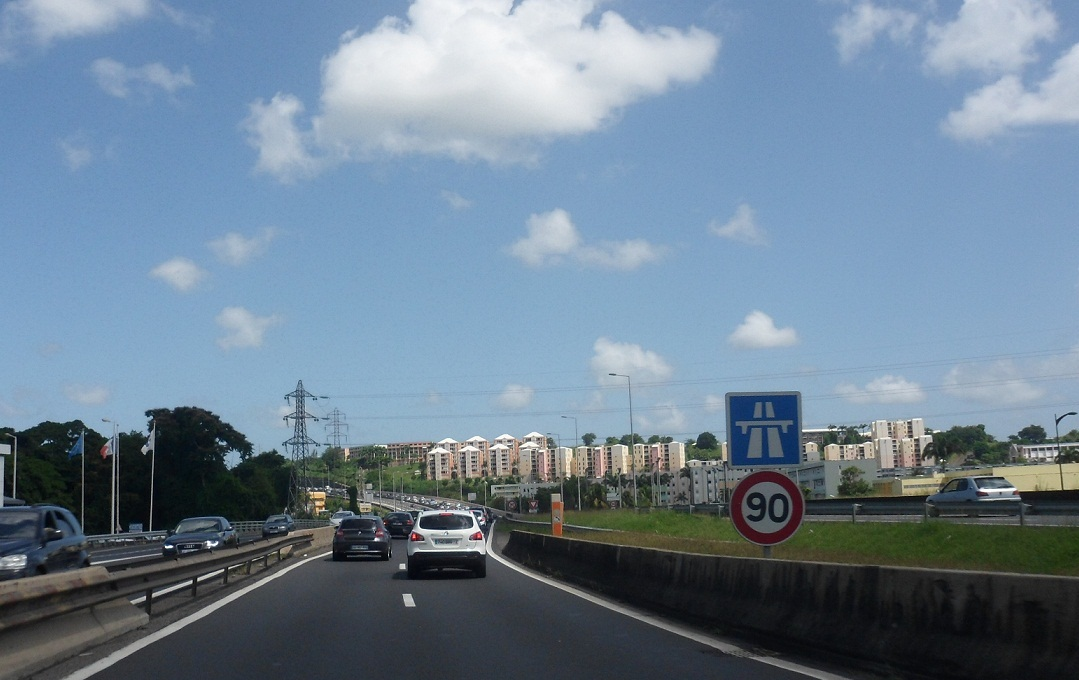
L'autoroute A1 à Fort-de-France.

### Infrastructures routières
Les principales routes de Martinique ont la dénomination de « routes nationales », bien qu'elles soient exploitées par le Conseil régional depuis 2003 et par la Collectivité territoriale de Martinique depuis 2016. Il en est de même pour l'autoroute A1, seule voie dénommée autoroute dans l'outre-mer français mais gérée par la Collectivité territoriale, et qui relie notamment Fort-de-France à l'aéroport.

### Transport collectif de voyageurs
Martinique Transport, établissement public local, est depuis 2017 l'unique autorité organisatrice de la mobilité de Martinique. Son ressort territorial couvre l'intégralité du territoire martiniquais. 
Les transports en commun du département sont organisés en trois réseaux : le « réseau Nord », le « réseau Sud » et le « réseau Centre ». Ce dernier, qui s'étend autour de Fort-de-France, est le plus important, et compte depuis 2018 deux lignes de bus à haut niveau de service (BHNS).

## Transport ferroviaire
La Martinique n'a jamais été desservie par des chemins de fer d'intérêt général, mais des voies sucrières transportaient la canne à sucre à la fin du XIXe siècle et dans la première moitié du XXe siècle. Ces voies ont aujourd'hui disparu.

## Transport maritime
Le Grand port maritime de la Martinique (dont le site principal est situé à l'est de Fort-de-France) est le principal point d'entrée des importations et de sortie des exportations martiniquaises.

## Transport aérien

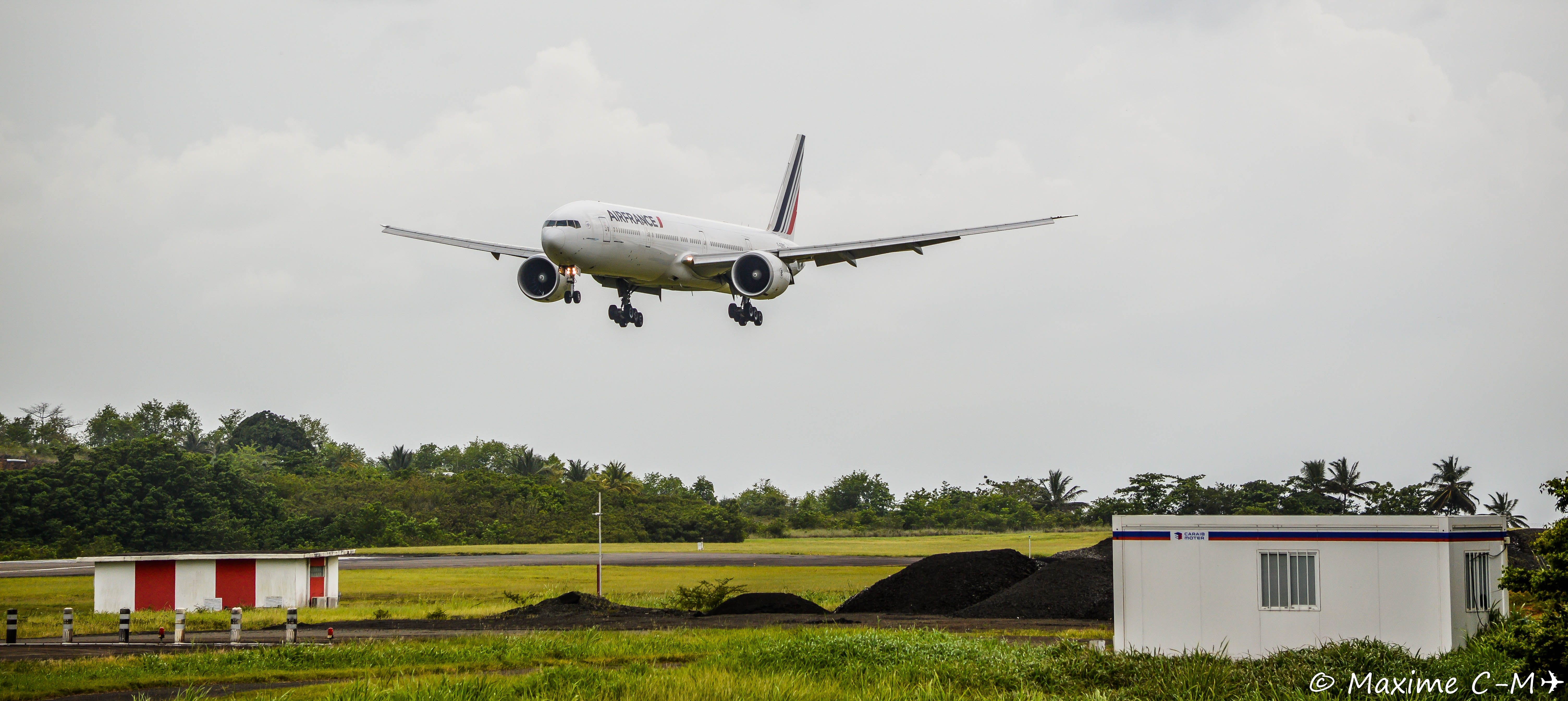
Atterrissage d'un Boeing 777-300 de la compagnie Air France à l'aéroport international de Martinique-Aimé-Césaire en 2016.

L'aéroport international de Martinique-Aimé-Césaire, situé au Lamentin, constitue le principal accès à la Martinique pour les passagers et pour certaines marchandises périssables. Il est relié par des vols fréquents à de nombreux aéroports caribéens et aux aéroports parisiens, ainsi que moins fréquemment à des aéroports nord-américains et européens.